# Mroczne przygody Billy’ego i Mandy
Mroczne przygody Billy’ego i Mandy (ang. The Grim Adventures Of Billy & Mandy, skrótowo Billy & Mandy) – amerykański serial animowany.
Początkowo Mroczne przygody Billy’ego i Mandy wraz z kreskówką Zło w potrawce (ang. Evil Con Carne) wchodziły w skład serialu Mroczni i źli (ang. Grim & Evil).
W późniejszym czasie autor serialu Maxwell Atoms postanowił rozdzielić obie kreskówki na 2 odrębne seriale.

## Bohaterowie

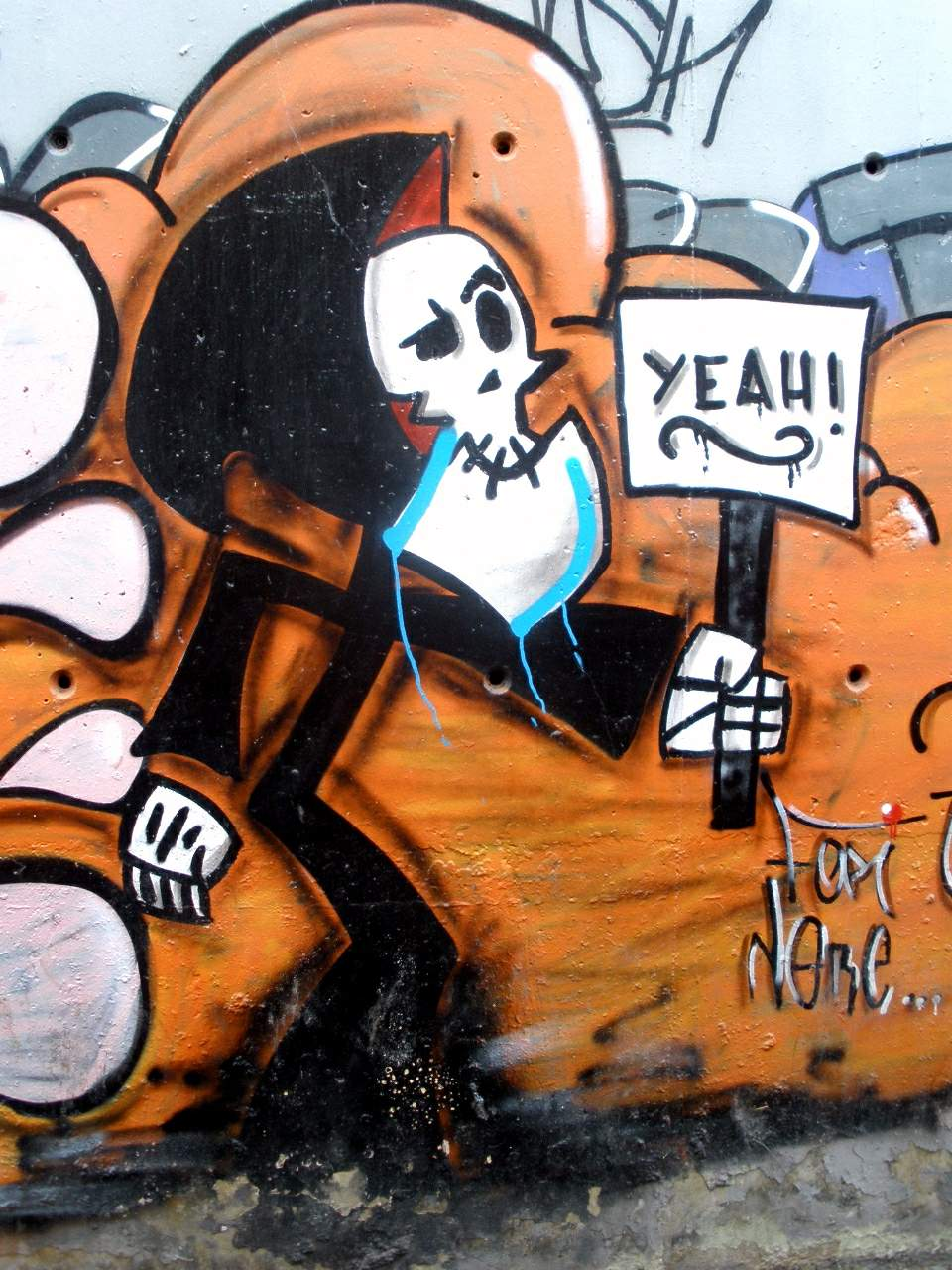
Postać Ponurego na graffiti w Aretxabaleta (Hiszpania).

### Główni
- Billy – główny bohater kreskówki. Jest chłopcem, który nie grzeszy rozumem (W odcinku Zgadnij, co przyjdzie na obiad? okazuje się, że iloraz inteligencji Billy’ego wynosi -5). Zawsze wpada na głupie pomysły i nigdy nie wymyśla nic mądrego. Mieszka razem z rodzicami. Jego najlepszymi przyjaciółmi są Mandy i Irwin.
- Mandy – nieposiadająca nosa, jasnowłosa sąsiadka Billy’ego. Jest bardzo cyniczną i mądrą dziewczynką, która ma „diabła” pod skórą. Sama określa się jako: „mała, ładna dziewczynka”. Gardzi wszystkim co dziewczęce, różowe, małe i puchate (mimo to jest ubrana w różową sukienkę z żółtym kwiatkiem). Nigdy się nie uśmiecha (z wyjątkiem dwóch odcinków pierwszego sezonu), w zasadzie podczas jednego odcinka zostało wyjaśnione, że gdyby się uśmiechnęła, to rzeczywistość by się zawaliła. Uwielbia gnębić Irwina, a najbardziej Ponurego. Mimo że traktuje ich oraz Billy’ego okrutnie, gdzieniegdzie było pokazane, że zależy jej na nich, oraz że uważa ich za przyjaciół. Mieszka razem ze swoją matką i ojcem, którzy bardzo się jej boją. Jej rywalką jest Mindy. Mandy nie okazuje strachu przed potworami, czy demonami. Jedyne czego się boi, to – jak na ironię – Billy’ego, oraz zmiany swojego charakteru na dobry.
- Ponury Kosiarz – jest to kostucha – chodzący kościotrup w czarnej pelerynce, trzymający w ręku magiczną kosę. Kiedyś był zwykłym człowiekiem.[potrzebny przypis] Później został podstępnie uwięziony w świecie żywych przez Billy’ego i Mandy, po przegranej grze o życie chomika musi im służyć i być ich przyjacielem. Mówi z karaibskim akcentem.

### Pozostali bohaterowie
- Harold – ojciec Billy’ego, trochę inteligentniejszy od syna, ale tylko nieznacznie. Lubi rocka i oglądać telewizję, jest też kochającym mężem.
- Gladys – matka Billy’ego i żona Harolda, lubi sprzątać i gotować. Początkowo panicznie bała się Ponurego, ale z biegiem czasu polubiła kosiarza (w kilku odcinkach nawet oglądali razem telewizję).
- Irwin – najlepszy kolega Billy’ego, kujon, podkochuje się w Mandy (bez wzajemności). Jest bardzo strachliwy i nosi duże okulary. Jest pół mumią i ćwierć wampirem. Mimo to bardzo się boi potworów.
- Phil – ojciec Mandy.
- Claire – żona Phila i mama Mandy.
- Kociopląs (w pierwszych odcinkach był nazywany Koktajl) – różowy kot Billy’ego.
- Śliniak – pies Mandy. Jest biały w brązowe łaty.
- Dick – ojciec Irwina, jest synem Drakuli.
- Judy – żona Dicka i matka Irwina, jest starożytną mumią, a jej ojciec faraonem.
- Drakula – wampir odżywiający się tylko krwią, a także mąż Tanii, ojciec Dicka, teść Judy i dziadek Irwina. Jak każdy wampir nie lubi czosnku, cebuli i srebra.
- Tania – matka Dicka, teściowa Judy i babcia Irwina, wyszła za mąż za Drakulę.
- Budyń – rudowłosy chłopiec, psychicznie słaby urwis, przyjaciel Billy’ego i Mandy.
- Sperg – szkolny łobuz, lubi dręczyć Billy’ego, Irwina i inne dzieci.
- Mindy – rudowłosa dziewczyna, najpopularniejsza dziewczyna w szkole i rywalka Mandy od najmłodszych lat.
- Darold – ojciec Harolda i Sis, teść Gladys i Nergala oraz dziadek Billy’ego.
- Hoss Delgado – likwidator wszelkich istot nadprzyrodzonych. W walce posługuje się swoją mechaniczną ręką. W odcinku „Zgadnij, co przyjdzie na obiad?” tymczasowo staje się chłopakiem Eris.
- Eris – bogini chaosu i spustoszenia, wywołuje na świecie chaos za pomocą złotych jabłek.
- Panna Butterbean – nauczycielka Billy’ego i Mandy.
- Nergal (w pierwszych odcinkach był nazywany Nurgel) – mieszka w jądrze Ziemi, posiada elektryczne macki. Bardzo chciałby mieć przyjaciół, ale ziemskie istoty się go boją.
- Nergal Junior – syn Nergala, nie lubi kiedy świat go nie akceptuje. Posiada zmiennokształtne moce.
- Jeff Pająk – wielki pająk, który zawsze traktuje Billy’ego jako swojego ojca.
- Boogeyman – (inaczej Straszek) rywal Ponurego.
- Generał Szrama (znany dobrze z kreskówki „Zło w potrawce”) – sąsiad Billy’ego i Mandy, lubi dbać o swój ogród i marzy, by kiedyś znów spróbować zawładnąć światem.
- Gościnnie w kilku epizodach wystąpili:
  - Hektor Potrawka („Klops z kurczaka”, „Kaczka”, „Zło w potrawce powraca”, „Ze Szramą na całe życie”),
  - Major Doktor Upiorna („Klops z kurczaka”, „Zło w potrawce powraca”,„Ze Szramą na całe życie”).
- Fred Fredburger – zielony słoniopodobny stwór z krainy podziemia.
- Jack-o-latarnia – krętacz, który zamiast głowy ma dynię, występuje w halloweenowym odcinku.

## Odcinki
- Premiery w Polsce:
  - I seria (jako „Mroczni i źli”) – 5 października 2002 roku,
  - II seria – 2 lutego 2004 roku,
  - III i IV seria – 29 października 2005 roku – w Halloweenowym maratonie strachu (odc. „Kundel Marzeń” pojawił się wcześniej w emisji),
  - V seria – 11 lutego 2006 roku (odc. „Słodki ptak ognia” pojawił się wcześniej w emisji),
  - Odcinek świąteczny – „Billy i Mandy ratują Święta” – 26 listopada 2007 roku (na płycie DVD dołączonej do Cartoon Network Magazynu); premiera tego odcinka w CN nastąpiła 23 grudnia 2010 roku w Świątecznym Kinie Cartoon Network,
  - „Mroczne przygody Klanu na drzewie” (crossover z Klanem Na Drzewie) – premiera 19 stycznia 2008 roku w KND 60 o godz. 16:00,
  - VII seria – pojawiła się bez zapowiedzi 26 lutego 2008 roku,
  - film „Podpięść: Wariackie Halloween” – 31 października 2008 roku o godz. 18:00 w maratonie halloweenowym,
  - film „Billy i Mandy i zemsta Boogeymana” – 1 listopada 2008 roku o godz. 10:35 w maratonie halloweenowym,
  - VI seria (2 odcinki) – 1 listopada 2008 roku o godz. 17:10 i 19:40 w maratonie halloweenowym Cartoon Network,
  - Odcinek specjalny „Billy i Mandy wypinają się na Księżyc” – 12 kwietnia 2009 roku podczas Inwazji,
  - VI seria (z pominięciem 2 pierwszych odcinków) – 6 lutego 2011 roku,
  - film „Gniew królowej pająków” – 6 maja 2012 roku w Kinie Cartoon Network,
  - odcinek halloweenowy, odcinek Five O’Clock Shadows, 2 pierwsze odcinki VI serii oraz odcinki krótkometrażowe – do tej pory nieemitowane.

### Spis odcinków
| N/o                 | Polski tytuł                                        | Angielski tytuł                               |
| ------------------- | --------------------------------------------------- | --------------------------------------------- |
|                     |                                                     |                                               |
| SERIA PIERWSZA      |                                                     |                                               |
|                     |                                                     |                                               |
| 01                  | Billy i Mandy poznają Kosiarza                      | Meet The Reaper                               |
| 01                  | Skutki przemęczenia                                 | Skeletons In The Water Closet                 |
| 01                  | Dzień na opak                                       | Opposite Day                                  |
|                     |                                                     |                                               |
| 02                  | Wynoś się z mojej głowy                             | Get Out Of My Head                            |
| 02                  | Trochę życia                                        | Look Alive!                                   |
| 02                  | Śmiertelny dylemat                                  | Mortal Dilemma                                |
|                     |                                                     |                                               |
| 03                  | Szatan to nie całkiem przyjaciel                    | Fiend Is Like Friend Without The „R”          |
| 03                  | Przepis na klęskę                                   | Recipe For Disaster                           |
| 03                  | Głupie życzenie                                     | A Dumb Wish                                   |
|                     |                                                     |                                               |
| 04                  | Ponury czy Gregory?                                 | Grim Or Gregory?                              |
| 04                  | Ponury kontra Mama                                  | Grim Vs. Mom                                  |
| 04                  | Smakuje jak kurczak                                 | Tastes Like Chicken                           |
|                     |                                                     |                                               |
| 05                  | Przyjaciel pilnie poszukiwany                       | Something Stupid This Way Comes               |
| 05                  | Ponura niespodzianka                                | A Grim Surprise                               |
| 05                  | Bestie i barbarzyńcy                                | Beasts & Barbarians                           |
|                     |                                                     |                                               |
| 06                  | Gwałtowny przyrost Billy’ego                        | Billy’s Growth Spurt                          |
| 06                  | Hoss Delgado: Eksterminator spektralny              | Hoss Delgado: Spectral Exterminator           |
| 06                  | Połaskocz mnie Mandy                                | Tickle Me Mandy                               |
|                     |                                                     |                                               |
| 07                  | Billy i tyran                                       | Billy & The Bully                             |
| 07                  | Nie czyń drugiemu, co Tobie nie miłe                | To Eris Human                                 |
| 07                  | Duże kłopoty w piwnicy Billy’ego                    | Big Trouble In Billy’s Basement               |
|                     |                                                     |                                               |
| 08                  | Turniej kapel rockowych                             | Battle Of The Bands                           |
| 08                  | Kamyk na nieszczęście                               | Little Rock Of Horror                         |
| 08                  | Śnij słodki sen                                     | Dream A Little Dream                          |
|                     |                                                     |                                               |
| SERIA DRUGA         |                                                     |                                               |
|                     |                                                     |                                               |
| 09                  | Szkoła czarów Ropucha                               | Toadblatt’s School Of Sorcery                 |
| 09                  | Edukacja Ponurego                                   | Educating Grim                                |
| 09                  | Hokejowe potwory                                    | It’s Hokey Mon!                               |
|                     |                                                     |                                               |
| 10                  | Ponury jak żywy                                     | Night Of The Living Grim                      |
| 10                  | Ciasteczkowe zło, cz. 1                             | Brownievil, Part 1                            |
| 10                  | Ciasteczkowe zło, cz. 2                             | Brownievil, Part 2                            |
|                     |                                                     |                                               |
| 11                  | Bezlitosna Mandy                                    | Mandy The Merciless                           |
| 11                  | Tworzenie chaosu                                    | Creating Chaos                                |
| 11                  | Naprawdę dziwna para                                | The Really Odd Couple                         |
|                     |                                                     |                                               |
| 12                  | Kto kogo zabił?                                     | Who Killed Who?                               |
| 12                  | Wilkołak                                            | Tween Wolf                                    |
|                     |                                                     |                                               |
| 13                  | Ponury zakochany                                    | Grim In Love                                  |
| 13                  | Miażdżące uczucie                                   | Crushed                                       |
| 13                  | Na miłość nigdy nie jest za późno                   | Love Is EVOL Spelled Backwards                |
|                     |                                                     |                                               |
| 14                  | Chodząca słodycz                                    | The Crawling Niceness                         |
| 14                  | Mądrzeć!                                            | Smarten Up!                                   |
| 14                  | Show Ponurego                                       | The Grim Show                                 |
|                     |                                                     |                                               |
| 15                  | Syn Nergala                                         | Son Of Nergal                                 |
| 15                  | Siostra Ponury                                      | Sister Grim                                   |
| 15                  | Go-Kart 3000!                                       | Go-Kart 3000!                                 |
|                     |                                                     |                                               |
| 16                  | (odcinek nieemitowany w Polsce)                     | Five O’Clock Shadows                          |
| 16                  | Klątwa Czarnego Rycerza                             | Terror Of The Black Knight                    |
|                     |                                                     |                                               |
| 17                  | Ponury na jeden dzień                               | Grim For A Day                                |
| 17                  | Klops z kurczaka                                    | Chicken Ball Z                                |
| 17                  | Korytarze czasu                                     | Halls Of Time                                 |
|                     |                                                     |                                               |
| 18                  | (odcinek nieemitowany w Polsce)                     | Billy And Mandy’s Jacked Up Halloween         |
|                     |                                                     |                                               |
| SERIA TRZECIA       |                                                     |                                               |
|                     |                                                     |                                               |
| 19                  | Tatuńcio pająka                                     | Spider’s Little Daddy                         |
| 19                  | Trzykołowy terror                                   | Tricycle Of Terror                            |
|                     |                                                     |                                               |
| 20                  | Głupie szczęście                                    | Dumb Luck                                     |
| 20                  | Żadne ciało nie kocha Ponurego                      | No Body Loves Grim                            |
|                     |                                                     |                                               |
| 21                  | Mały Kotlecik                                       | Lil’ Porkchop                                 |
| 21                  | Ze Szramą na całe życie                             | Skarred For Life                              |
|                     |                                                     |                                               |
| 22                  | Dom bólu                                            | The House Of Pain                             |
| 22                  | Ponura przepowiednia                                | A Grim Prophecy                               |
| 22                  | Mandy gryzie psa                                    | Mandy Bites A Dog                             |
|                     |                                                     |                                               |
| 23                  | Żłobkowe zbrodnie                                   | Nursery Crimes                                |
| 23                  | Nieszczęsne oczy                                    | My Peeps                                      |
|                     |                                                     |                                               |
| 24                  | Nigel Planter i Nocnik Tajemnic                     | Nigel Planter And The Chamber Pot Of Secrets  |
| 24                  | Cyrk strachu                                        | Circus Of Fear                                |
|                     |                                                     |                                               |
| 25                  | Upiorny tyran                                       | Bully Boogie                                  |
| 25                  | I Ty możesz zostać karłem!                          | Here Thar Be Dwarves!                         |
|                     |                                                     |                                               |
| 26                  | Co było pierwsze?                                   | Which Came First?                             |
| 26                  | Nagłe zastępstwo                                    | Substitute Teacher                            |
|                     |                                                     |                                               |
| SERIA CZWARTA       |                                                     |                                               |
|                     |                                                     |                                               |
| 27                  | Super Zero                                          | Super Zero                                    |
| 27                  | Mdląca słodycz                                      | Sickly Sweet                                  |
|                     |                                                     |                                               |
| 28                  | Brodaty Billy                                       | Bearded Billy                                 |
| 28                  | Nerw                                                | The Nerve                                     |
|                     |                                                     |                                               |
| 29                  | Próba czasu                                         | Test Of Time                                  |
| 29                  | Kopniak w Asgard                                    | A Kick In The Asgard                          |
|                     |                                                     |                                               |
| 30                  | Atak klaunów                                        | Attack Of The Clowns                          |
| 30                  | (Billy staje się głupszy!) Ogólny i całkowity chaos | (Billy Gets Dumber!) Complete And Utter Chaos |
|                     |                                                     |                                               |
| 31                  | Co się stało z Billym Jakmutam?                     | Whatever Happen To Billy Whatsisname?         |
| 31                  | Ja i moje pryszcze                                  | Just The Two Of Pus                           |
|                     |                                                     |                                               |
| 32                  | Czekoladowy marynarz                                | Chocolate Sailor                              |
| 32                  | Dobrzy, źli i bezzębni                              | The Good, The Bad And The Toothless           |
|                     |                                                     |                                               |
| 33                  | To moja mama                                        | That’s My Mummy                               |
| 33                  | Zabawki to zabawki                                  | Toys Will Be Toys                             |
|                     |                                                     |                                               |
| 34                  | Tajny Klub Węża                                     | The Secret Snake Club                         |
|                     |                                                     |                                               |
| 35                  | Zła nowina, upiory                                  | The Bad News Ghouls                           |
| 35                  | Dom bez jutra                                       | The House Of No Tomorrow                      |
|                     |                                                     |                                               |
| 36                  | Dzikie części                                       | Wild Parts                                    |
| 36                  | Problem z Billym                                    | The Problem With Billy                        |
|                     |                                                     |                                               |
| 37                  | Misiek Szczęściarz                                  | Happy Huggy Stuffy Bears                      |
| 37                  | Tajny pierścień dekodujący                          | The Secret Decoder Ring                       |
|                     |                                                     |                                               |
| 38                  | Czaszka życzeń                                      | Wishbones                                     |
|                     |                                                     |                                               |
| 39                  | Kundel marzeń                                       | Dream Mutt                                    |
| 39                  | Kosa na sprzedaż                                    | Scythe For Sale                               |
|                     |                                                     |                                               |
| SERIA PIĄTA         |                                                     |                                               |
|                     |                                                     |                                               |
| 40                  | Kaczka                                              | Duck!                                         |
| 40                  | Nie tęsknisz za mną, Chupacabro?                    | Aren’t You Chupacabra to See Me?              |
|                     |                                                     |                                               |
| 41                  | Suwak                                               | Zip Your Fly!                                 |
| 41                  | Skakanie po kałużach                                | Puddle Jumping                                |
|                     |                                                     |                                               |
| 42                  | To nie trup, to moja maskotka                       | He’s Not Dead, He’s My Mascot                 |
| 42                  | Motocyklowe szaleństwo                              | Hog Wild                                      |
|                     |                                                     |                                               |
| 43                  | Konkurs piękności                                   | My Fair Mandy                                 |
|                     |                                                     |                                               |
| 44                  | Pajęczyna                                           | Jeffy’s Web                                   |
| 44                  | Przemiana Irwina                                    | Irwin Gets A Clue                             |
|                     |                                                     |                                               |
| 45                  | Uciekające spodnie                                  | Runaway Pants                                 |
| 45                  | Kosa 2.0                                            | Scythe 2.0                                    |
|                     |                                                     |                                               |
| 46                  | Słodki ptak ognia                                   | The Firebird Sweet                            |
| 46                  | Balonowy Billy                                      | The Bubble With Billy                         |
|                     |                                                     |                                               |
| 47                  | Billy idiota                                        | Billy Idiot                                   |
| 47                  | Dom starców                                         | Home Of The Ancients                          |
|                     |                                                     |                                               |
| 48                  | Zakochany czarownik                                 | One Crazy Summoner                            |
| 48                  | Zgadnij, co przyjdzie na obiad?                     | Guess What’s Coming To Dinner?                |
|                     |                                                     |                                               |
| 49                  | Maseczka rozwścieczająca mamusi                     | Mommie Fiercest                               |
| 49                  | Biorące drzewo                                      | The Taking Tree                               |
|                     |                                                     |                                               |
| 50                  | Ponure lunatykowanie                                | Reap Walking                                  |
| 50                  | Oferma z wnętrza Ziemi                              | The Loser From The Earth’s Core               |
|                     |                                                     |                                               |
| 51                  | Spoko duch                                          | Ecto Cooler                                   |
| 51                  | Szlaby                                              | Schlubs                                       |
|                     |                                                     |                                               |
| 52                  | Telefoniczne żarty Kathulu                          | Prank Call Of Cthulu                          |
|                     |                                                     |                                               |
| ODCINEK ŚWIĄTECZNY  |                                                     |                                               |
|                     |                                                     |                                               |
| S1                  | Billy i Mandy ratują Święta                         | Billy & Mandy Save Christmas                  |
|                     |                                                     |                                               |
| SERIA SZÓSTA        |                                                     |                                               |
|                     |                                                     |                                               |
| 53                  | (odcinek nieemitowany w Polsce)                     | Billy Ocean                                   |
| 53                  | (odcinek nieemitowany w Polsce)                     | Hill Billy                                    |
|                     |                                                     |                                               |
| 54                  | (odcinek nieemitowany w Polsce)                     | Keeper Of The Reaper                          |
|                     |                                                     |                                               |
| 55                  | Współcześni jaskiniowcy                             | Modern Primitives                             |
| 55                  | Gigantyczni Billy i Mandy atakują                   | Giant Billy And Mandy All-Out Attack          |
|                     |                                                     |                                               |
| 56                  | Trochę dłuższy jard                                 | The Wrongest Yard                             |
| 56                  | Druidzie, gdzie moja bryka?                         | Druid, Where’s My Car?                        |
|                     |                                                     |                                               |
| 57                  | Zielony szaleniec                                   | Herbicidal Maniac                             |
| 57                  | Teoria chaosu                                       | Chaos Theory                                  |
|                     |                                                     |                                               |
| 58                  | Miłość nie jedno ma imię                            | Love That Dare To Speak Its Name              |
| 58                  | Wielki ser                                          | Major Cheese                                  |
|                     |                                                     |                                               |
| 59                  | Ponury dzień                                        | A Grim Day                                    |
| 59                  | Pudełko Pandory                                     | Pandora’s Lunch Box                           |
|                     |                                                     |                                               |
| 60                  | Billy i Mandy kontra Marsjanie                      | Billy And Mandy Vs. The Martians              |
|                     |                                                     |                                               |
| 61                  | Matoły i smoki                                      | Dumb-Dumbs And Dragons                        |
| 61                  | Strach i wstręt w mieście Endsville                 | Fear And Loathing In Endsville                |
|                     |                                                     |                                               |
| 62                  | Dzień ojca                                          | Dad Day Afternoon                             |
| 62                  | Straszna niania                                     | Scary Poppins                                 |
|                     |                                                     |                                               |
| 63                  | Wredna małpka                                       | Hurter Monkey                                 |
| 63                  | Git-Brach i Hip-Hop-Otam                            | Goodbling and the Hip-Hop-Opotamus            |
|                     |                                                     |                                               |
| 64                  | Mandy Pająk                                         | Spidermandy                                   |
| 64                  | Fred                                                | Be A-Fred, Be Very A-Fred                     |
|                     |                                                     |                                               |
| 65                  | Tępy jednorożec                                     | The Crass Unicorn                             |
| 65                  | Billy i Mandy: Początek                             | Billy & Mandy Begins                          |
|                     |                                                     |                                               |
| SERIA SIÓDMA        |                                                     |                                               |
|                     |                                                     |                                               |
| 66                  | Psychoanaliza                                       | Everything Breaks                             |
| 66                  | Odcinek co nie ma śmiałości się zatytułować         | The Show That Dare Not Speak Its Name         |
|                     |                                                     |                                               |
| 67                  | Tajne Bractwo kontra WF                             | The Secret Snake Club vs. P.E.                |
| 67                  | Faraon Popis Kurzajka                               | King Tooten Pooten                            |
|                     |                                                     |                                               |
| 68                  | Billy dostaje szóstkę                               | Billy Gets an „A”                             |
| 68                  | Przyszła kryska na Yetiego                          | Yeti or Not, Here I Come                      |
|                     |                                                     |                                               |
| 69                  | Pizza Nergala                                       | Nergal’s Pizza                                |
| 69                  | Konflikt mętnych interesów                          | Hey, Water You Doing?                         |
|                     |                                                     |                                               |
| 70                  | Zło w potrawce powraca                              | Company Halt                                  |
| 70                  | Panuj nad gniewem                                   | Anger Mismanagement                           |
|                     |                                                     |                                               |
| 71                  | Koszmar nieprzespanej nocy                          | Waking Nightmare                              |
| 71                  | Strzeż się Podropucha                               | Beware of the Undertoad                       |
|                     |                                                     |                                               |
| 72                  | Najwspanialsze Love Story                           | The Most Greatest Love Story Ever Told Ever   |
| 72                  | Koza                                                | Detention X                                   |
|                     |                                                     |                                               |
| 73                  | Dzień Zmarłych                                      | El dia de los Muertos Stupidos                |
| 73                  | Zgaga                                               | Heartburn                                     |
|                     |                                                     |                                               |
| 74                  | Drakula musi umrzeć                                 | Dracula Must Die                              |
| 74                  | Opowieści niesamowite                               | Short Tall Tales                              |
|                     |                                                     |                                               |
| 75                  | Nigel Planter i fistaszki                           | Nigel Planter and the Order of the Peanuts    |
| 75                  | Wielka Mandy                                        | The Incredible Shrinking Mandy                |
|                     |                                                     |                                               |
| 76                  | Billy i Mandy wypinają się na Księżyc               | Billy & Mandy Moon the Moon                   |
|                     |                                                     |                                               |
| 77                  | Gniew królowej pająków                              | Wrath of the Spider Queen                     |
| 78                  | Gniew królowej pająków                              | Wrath of the Spider Queen                     |
|                     |                                                     |                                               |
| FILM PEŁNOMETRAŻOWY |                                                     |                                               |
|                     |                                                     |                                               |
| F1                  | Billy i Mandy i zemsta Boogeymana                   | Billy & Mandy’s Big Boogey Adventure          |
|                     |                                                     |                                               |
| ODCINKI SPECJALNE   |                                                     |                                               |
|                     |                                                     |                                               |
| S2                  | Mroczne przygody Klanu na drzewie                   | The Grim Adventures of Kids Next Door         |
|                     |                                                     |                                               |
| S3                  | Podpięść: Wariackie Halloween                       | Underfist: Halloween Bash                     |
|                     |                                                     |                                               |